# Sinti

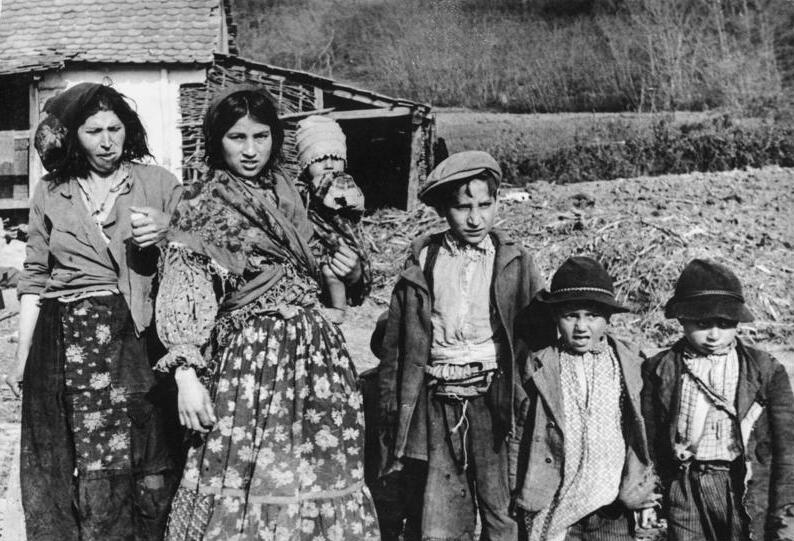
Sintis e ciganos nas proximidades de Zagreb, 1941.

Sinti (também sinta ou sindi) é o termo que nomeia os membros de um dos três principais grupos do povo genericamente chamado de cigano. Os outros dois grupos denominados rom e caló. 
Os sinti falam um dialeto da língua romani, o Romanes Sintenghero Tschib(en), que tem um vocabulário primário romani, porém fortemente influenciado pelo alemão.

## Origens
A procedência geográfica do povo, bem como a origem do nome "sinti", são incertas. É possível que haja alguma relação entre os ciganos sinti e a etnia sindi, do sudoeste de Paquistão, mas isso ainda não pode ser provado.

## História
Acredita-se que os sinti (juntamente com os roma) chegaram à Alemanha na Idade Média. De lá, alguns deles migraram para a França, onde ficariam conhecidos como manouches; outros se transferiram para países do Leste Europeu, adotando nomes distintos em cada lugar.
Desde que se estabeleceram na Alemanha, tanto os sinti quanto os roma foram alvo de discriminação. Exemplo disso é que, em 1899, a polícia alemã mantinha um registro central de ciganos, nos mesmos moldes daquele onde os criminosos eram catalogados. Com o advento do Nazismo, sintis e romas foram enquadrados como estrangeiros não-arianos, sujeitos, portanto, aos horrores da política racial do regime. 
Adolf Eichmann, que cuidava da logística dessa política, recomendava que a "questão cigana" fosse tratada simultaneamente com a "questão judaica". Mas antes disso, em 1939, a polícia de Hamburgo já estava deportando sintis para a Polônia, onde muitos deles acabaram nos campos de extermínio.
Nesses campos, os sinti foram obrigados a usar um triângulo marrom na roupa, como forma de identificação (ver: Triângulos do holocausto). Um célebre sinti alemão perseguido pelo nazismo foi Johann Trollmann, campeão de boxe da Alemanha em 1933.